# Andrzej Baczyński
Andrzej  Marek  Baczyński (ur. 1957 w Bibicach, zm. 1 grudnia 2015 w Krakowie) – polski ksiądz katolicki, profesor nauk teologicznych, medioznawca.

## Życiorys
Absolwent XIV Liceum Ogólnokształcącego w Krakowie, studiował polonistykę na Uniwersytecie Jagiellońskim, którą ukończył w 1980. Następnie podjął studia w Papieskiej Akademii Teologicznej w Krakowie na Wydziale Teologicznym, które ukończył w 1985. Również w 1985 przyjął święcenia kapłańskie.
Pracę doktorską Telewizja jako środek ewangelizacji obronił w 1997 (promotorem był ks. prof. Jan Wal). W 2004 habilitował się na podstawie dorobku naukowego oraz pracy Wartości chrześcijańskie w przekazie telewizyjnym. Studium pastoralne (recenzenci - ks. prof. Tadeusz  Zasępa, prof. Jan Wal, ks. prof. Anton  Konecny). W 2008 został profesorem Papieskiej Akademii Teologicznej. 26 listopada 2013 uzyskał tytuł profesora nauk teologicznych.
Był promotorem dwóch prac doktorskich i recenzentem 9 prac doktorskich i habilitacyjnych.
W 1992 był jednym z twórców krakowskiego oddziału Redakcji Programów Katolickich TVP, którym następnie kierował. Pracując w tym oddziale był komentatorem pielgrzymek papieskich Jana Pawła II i Benedykta XVI oraz redaktorem i komentatorem transmisji Mszy świętych z Sanktuarium Bożego Miłosierdzia w Krakowie-Łagiewnikach a także autorem kilkuset programów telewizyjnych. Nakręcił kilkanaście filmów dokumentalnych. Za swoją twórczość był wielokrotnie nagradzany. Otrzymał między innymi:
- Pierwszą Nagrodę Międzynarodowego Katolickiego Festiwalu Filmów i Multimediów w Niepokalanowie w kategorii programów telewizyjnych (1992)
- Nagrodę Specjalną  (razem z Tadeuszem Szymą, za film „Papież nadziei”) (1996)
- Pierwszą Nagrodę w kategorii filmów dokumentalnych w 1998 roku
- Nagrodę SIGNIS (za „Cenę życia, film o rodzinie Ulmów) (2005)
- Nagroda Rady Programowej TVP S.A. w Krakowie za najlepszy program realizujący misję telewizji publicznej (za film „Kto ratuje jedno życie”) (2004)

W 1995 współtworzył Podyplomowe Studium Dziennikarskie na Papieskiej Akademii Teologicznej w Krakowie (którego kierownikiem został w 2005). Organizował też studia dziennikarskie (licencjackie i magisterskie) na Uniwersytecie Papieskim Jana Pawła II w Krakowie. Od 2008 był prodziekanem ds. rozwoju w Wydziale Nauk Społecznych. Wykładał przedmiot "Media w nauczaniu Kościoła", prowadził seminaria licencjackie i magisterskie.
Działał w Fundacji Centrum Informacji, Spotkań, Dialogu, Wychowania i Modlitwy w Oświęcimiu, Polskim Stowarzyszeniu Edukacji Medialnej i Dziennikarskiej im. Jana Pawła II, Polskim Stowarzyszeniu Pastoralistów i Duszpasterzy im. Jana Pawła II, Instytucie Dialogu Międzykulturowego im. Jana Pawła II w Krakowie, Komitecie Organizacyjnym Światowych Dni Młodzieży w Krakowie.
Zmarł w szpitalu 1 grudnia 2015. Pochowany 5 grudnia 2015 na cmentarzu parafialnym w Bibicach.